# Margrethe Vestager
Margrethe Vestager (nascuda el 13 d'abril de 1968 a Glostrup, Dinamarca) és una política danesa, membre de Partit Socioliberal Danés (RV). Elegida líder del seu partit el 15 de juny de 2007, fou ministra d'Educació i d'Afers Eclesiàstics entre 1998 i 2001 i d'Economia i d'Interior entre 2011 i 2014.
L'11 d'agost de 2014 el govern danès anuncià la designació de Vestager com a comissària europea de la Competència dins de la Comissió Juncker.